# Ceratocorys grahamii
Ceratocorys grahamii is een soort in de taxonomische indeling van de Myzozoa, een stam van microscopische parasitaire dieren. Het organisme komt uit het geslacht Ceratocorys en behoort tot de familie Ceratocoryaceae. Ceratocorys grahamii werd in 1996 ontdekt door Carbonell-Moore.